# Joseph Martin Kraus
Joseph Martin Kraus (n. 20 iunie 1756, Miltenberg, Bavaria, Germania – d. 15 decembrie 1792, Stockholm, Suedia) a fost un compozitor din epoca clasică care s-a născut la Miltenberg am Main, Germania. S-a mutat în Suedia la vârsta de 21 de ani și a murit la 36 de ani în Stockholm. El a fost denumit „Mozartul suedez”, și a avut o vârstă foarte asemănătoare cu cea a lui Mozart.

## Viață

### Copilărie
Kraus s-a născut într-un oraș din zona centrală a Germaniei, Miltenberg din Franconia, fiind fiul lui Joseph Bernhard Kraus, un funcționar județean în Arhiepiscopia Mainzului și al Annei Dorothea née Schmidt. Familia tatălui său, originară din Augsburg, avea un mic restaurant în Weilbach, lângă Amorbach, în timp ce mama lui era o fiică a maestrului constructor de la Miltenberg Johann Martin Schmidt . Au avut 14 copii, dintre care șapte au murit în copilărie; Marianne Kraus a fost sora lui Joseph. 
După o scurtă ședere în Osterburken, familia Kraus s-a mutat în 1761 la Buchen (în Odenwald ), unde Joseph Bernhard Kraus și-a găsit o slujbă ca funcționar. Joseph Martin Kraus și-a început educația formală acolo. Primii săi profesori de muzică au fost rectorul Georg Pfister (1730-1807) și cantorul Bernhard Franz Wendler (1702-1782), care i-a oferit în principal lecții de pian și vioară. Kraus și-a arătat talentul muzical la o vârstă fragedă. Când a avut 12 ani,a fost înscris în Gimnaziul iezuit și Seminarul de Muzică de la Mannheim, unde a studiat literatura și muzica germană și latină. Acolo a primit o pregătire muzicală riguroasă, în special în tehnica violinistică, și o educație filologică de la P. Alexander Keck (1724-1804) și P. Anton Klein (1748-1810). 

### Studii
Părinții lui Kraus și-au dorit ca în 1773, Joseph Martin Kraus să se înscrie ca student la drept la Universitatea din Mainz . Cu toate acestea, compozitorul nu a fost mulțumit de situația din acea universitate și chiar a publicat o satiră despre aceasta. După numai un an, a aplicat la Universitatea din Erfurt, unde a putut studia și muzica. Atât muzica catolică, cât și cea protestantă (luterana) au înflorit la Erfurt, cu o bogată tradiție muzicală. În curând, Kraus și-a neglijat studiile de drept și s-a concentrat pe muzică și literatură. 
Un proces de defăimare împotriva tatălui său l-a obligat să-și întrerupă studiile timp de un an și să se mute înapoi la Buchen. Și-a petrecut timpul acolo scriind tragedia sa în trei acte Tolon și mai multe lucrări muzicale pentru biserica din orașul St. Oswald, inclusiv un Te Deum în Re Major și motetul Fracto Demum Sacramento, tot în Re Major. După această pauză de un an, și-a continuat studiile de drept la Göttingen . Deși Göttinger Hainbund (grupul de poeți german care a înflorit în 1772-74) nu mai exista, Kraus s-a trezit foarte atras de ideile acestui grup de poeți tineri, care erau aproape fanatic consacrați lui Friedrich Gottlieb Klopstock . În această perioadă, Kraus a compus o carte recent redescoperită cu 19 poezii intitulată Versuch von Schäfersgedichte . S-a implicat din ce în ce mai mult în mișcarea Sturm und Drang, care i-a influențat atât scrierea, cât și muzica. 
În 1775, la nouăsprezece ani, Kraus a scris Requiemul său, una dintre cele mai vechi compoziții ale sale. Nu există nicio modalitate de a ști cu siguranță dacă tânărul Kraus a fost indus să compună acest gen de muzică bisericească din motive personale sau dacă alegerea lui ar fi fost influențată de atracția sa către Sturm und Drang . Opera este plină de forță dramatică și idei originale, îndrăznețe. 
Requiemul a fost urmat de două oratorii : Der Tod Jesu și Die Geburt Jesu (pierdut), și tratatul muzical Etwas von und über Musik: fürs Jahr 1777 ( Ceva despre muzică: pentru anul 1777 ; Frankfurt am Main 1778). 
Oratorul Der Tod Jesu diferă de oratoriile multor alți compozitori prin faptul că Kraus a scris atât muzica, cât și textul. Ca libretist, Kraus a ilustrat o serie de scene care au acoperit un întreg spectru de emoții umane, de la întristare și frică până la bucurie. Lucrarea corespunde pe deplin unei întrebări retorice deja puse în tratatul lui Kraus Etwas von und über Musik : 
„Nu ar trebui să fie muzica bisericească mai ales pentru inimă?”  </br> ("Soll die Musik in den Kirchen nicht am meisten fürs Herz sein?" ) 
În timpul șederii sale la Göttingen, Kraus s-a împrietenit cu un coleg de studiu suedez, Carl Stridsberg, care l-a convins să-l însoțească la Stockholm pentru a solicita o poziție la curtea regelui Gustav al III-lea . 

### La curtea suedeză
Kraus s-a mutat la Stockholm în 1778, când încă nu avea douăzeci și doi de ani. Primii lui ani nu au fost ușori și, de mai multe ori, a luat în considerare posibilitatea reîntoarcerii acasă. Dragostea regelui Gustav pentru artele plastice devenise rapid cunoscută în restul Europei și atrăgea muzicieni din multe țări. I-a trebuit lui Kraus trei ani grei, adesea petrecuți în sărăcie extremă, înainte ca regele să-l observe. Opera sa Azire a fost respinsă de Academia Regală Suedeză de Muzică, dar Academia a decis să-i ofere o a doua șansă. Însuși Gustav III a redactat libretul de operă Proserpin, pe care poetul Johan Henric Kellgren l-a versat . Muzica lui Kraus la acest libret a fost premiată cu succes la Palatul Ulriksdal la 6 iunie 1781, înaintea regelui și a curții regale. Kraus a fost numit vice-Kapellmeister al Operei Regale Suedeze și director al Academiei Regale de Muzică. 
A fost succesul mult așteptat. Amețit de încântare, Kraus le-a scris părinților: 
„Imediat după ce muzica s-a încheiat, regele a vorbit cu mine mai mult de un sfert de oră ... îi oferise pur și simplu atâta satisfacție. Ieri am fost ales de către el. Desigur că nu mi s-a acordat niciun titlu grozav, dar destul de simplu pe cel de Kapellmeister . Ceea ce  valorează mult mai mult decât 600 de guilders este favoarea care mi-a fost acordată, ceea ce înseamnă că trebuie să întreprind o călătorie în Germania, Franța și Italia, pe cheltuiala regelui ". 

### Marele tur
Gustav al III-lea l-a trimis pe Kraus într-un Mare Tur al Europei care a durat cinci ani, pentru a afla tot ce a putut despre Teatrul în străinătate. În această călătorie, Kraus i-a cunoscut pe Christoph Willibald Gluck, Johann Georg Albrechtsberger, Padre Martini și Joseph Haydn, pentru care a scris o simfonie pentru a juca la Esterháza ; a fost publicat pentru prima dată sub numele lui Haydn la Paris. Simfoniile lui Kraus în mi minor, VB 141 și Fa major, VB 145, au fost publicate pentru prima dată la Paris în 1787, sub numele lui Giuseppe Cambini, un compozitor foarte popular la acea vreme. În acest timp, Kraus a devenit un membru al aceleiași loji masonice ca Wolfgang Amadeus Mozart . 
În timpul călătoriei sale, Kraus și-a scris faimosul cvintet de flaut în Re Major, VB 188, care a rupt toate convențiile anterioare care guvernau astfel de piese. Forma exterioară și interioară a acelei lucrări au fost inovatoare în comparație cu tot ceea ce a fost compus anterior la vremea respectivă, cu prima mișcare uluitor de lungă de 306 măsuri. 
După Viena, călătoria sa l-a dus în toată Italia, Franța și Anglia, unde a asistat la sărbătorile Centenarului Handel de la Abația Westminster în 1785. În timp ce se afla la Paris, a întâmpinat dificultăți cu cabalele înapoi la Stockholm, care au vrut să-i împiedice întoarcerea, dar rezoluția lor din 1786 a făcut posibilă ca el să devină figura de frunte în viața muzicală a lui Gustavian . 

### Înapoi în Suedia
Când Kraus a revenit în 1787, a fost numit director de curriculum la Academia Regală de Muzică, iar anul următor l-a urmat pe Francesco Uttini ca Kapellmästare, ajungând în cele din urmă la o reputație de dirijor inovator, pedagog progresist și compozitor multi-talentat. De asemenea, a devenit membru al cercului literar care s-a adunat în jurul arhitectului Erik Palmstedt (care a fost însărcinat de regele Gustav al III-lea să construiască prima operă regală), un grup care discuta despre viața intelectuală și culturală din capitala Suediei. 
Pentru convocarea Riksdagului moșiilor în 1789, Gustav al III-lea a vrut să convingă parlamentul să adere la războiul său permanent cu Rusia, unde a fost opus de nobilime, dar susținut de burghezi și țărănime. Pentru a-și îndeplini obiectivele, Gustav al III-lea a intenționat să asigure aprobarea parlamentară a Actului Uniunii și Securității, care să-i ofere puteri largi în ceea ce privește administrarea guvernului. Regele i-a cerut lui Kraus să scrie Riksdagsmusiken pentru ceremoniile de deschidere în Biserica St Nicolai la 9 martie 1789. Muzica constă dintr-un marș bazat pe Marșul preoților din Idomeneo de Mozart și o simfonie ( Sinfonia per la chiesa ). Legiuitorul a aprobat măsurile regelui. 
Kraus a scris o uvertură, un marș și interlude pentru punerea în scenă a Olimpiadei de Voltaire în ianuarie 1792. Deși a fost considerat un compozitor de muzică scenică, cea mai mare operă a sa, Aeneas i Cartago, a rămas neinterpretată în timpul vieții sale. La 16 martie 1792, Gustav al III-lea a participat la un bal mascat la operă, unde a fost asasinat. Moartea lui Gustav al III-lea a provocat o agitație considerabilă în unitatea culturală pe care a susținut-o monarhul. Kraus a scris o cantată funerară si Symphonie funèbre, care au fost interpretate la ceremonia de înmormântare din 13 aprilie și 14 mai. 
Sănătatea lui Kraus s-a deteriorat la scurt timp după aceea și a murit în decembrie 1792 din cauza tuberculozei. A fost înmormântat în afara Stockholmului la Tivoli în urma unei ceremonii în care sicriul său a fost transportat pe gheața Brunnsvikenului de lumina torțelor. Mormântul său (c. 1833) poartă inscripția: Här det jordiska af Kraus, det himmelska lefver i hans toner (care se traduce prin: Aici pământeanul lui Kraus; cel ceresc trăiește din muzica sa ) 

## Lucrări
Bertil H. van Boer împarte muzica sacră a lui Kraus în două perioade. Prima, din 1768 până în 1777, cuprinde muzica lui Kraus scrisă ca romano-catolică pentru serviciile catolice. Pentru a doua, din 1778 până în 1790, Kraus era încă catolic, dar a scris muzică pentru serviciile luterane . În afară de imnuri și coruri scurte, în Suedia muzica sacră nu era deseori folosită. De asemenea, a avut loc o dezbatere cu privire la rolul pe care muzica trebuie să-l joace în biserică, iar Kraus a participat la acea dezbatere, scriind trei articole despre acest subiect în Stockholms Posten . 
Există două cataloage diferite ale muzicii lui Kraus, unul de Karl Schreiber, Verzeichnis der Musikalischen Werke von Jos. Kraus's, care conferă fiecărei compoziții un număr A, și a lui Bertil van Boer, Die Werke von Joseph Martin Kraus: Systematisch-thematisches Werkverzeichnis, care conferă fiecărei compoziții un număr VB, cu renumerări la ediția a II-a (1998).  Vezi lista compozițiilor de Joseph Martin Kraus .   

### Stil muzical
Muzica lui Kraus se caracterizează prin contraste dramatice bruște în registru, caracter și cel mai izbitor dintre toate, armonie. Abilitățile sale contrapuntale au fost de prim rang, dar dezvoltarea lui motivică nu pare la fel de avansată ca a lui Mozart sau a lui Haydn. Față de alți contemporani, darurile sale lirice sunt aparente. 

### Simfoniile lui Kraus
Multe dintre simfoniile lui Kraus au fost pierdute sau atribuite altor compozitori. Dintre cele ale căror autor e Kraus, au rămas doar câteva. Cele mai multe simfonii existente ale lui Kraus sunt în trei mișcări, fără  menuet . Cele mai multe sunt obținute pentru doi corni și coarde, multe includ două flaute și două oboaie, în timp ce cele ulterioare includ și doi fagoți și doi corni suplimentari. Musicologul Bertil van Boer identifică Simfonia lui Kraus în Do diez minor drept „una dintre cele două simfonii în această cheie scrisă în secolul al XVIII-lea”. Ulterior, a fost reelaborată într-o cheie mai „ușor de gestionat”, cum ar fi Simfonia în do minor, VB 142. 
Încă se contestă dacă simfonia dedicată lui Haydn a fost Simfonia în Re Major VB 143 sau Simfonia în do minor VB 142. Cheia minoră și starea de spirit a simfoniei VB 142 par să amintească de perioada Sturm und Drang a lui Haydn, în jurul anului 1770, comparabilă cu lucrările sale anterioare în cheie minoră, deși bazate pe primele măsuri ale uverturii lui Gluck față de Iphigénie en Aulide. În orice caz, Haydn avea o opinie foarte înaltă asupra lucrării. La mai mulți ani după moartea lui Kraus, Haydn i-a spus unui prieten comun ambilor compozitori, diplomatul suedez Fredrik Samuel Silverstolpe : 
"Simfonia pe care a scris-o aici la Viena, în special pentru mine, va fi considerată o capodoperă pentru secolele următoare; credeți-mă, sunt puțini oameni care pot compune așa ceva." 

### Concertele de violă ale lui Kraus
Kraus a scris două concerte pentru violă care au fost pierdute sau atribuite altor compozitori în timpul vieții sale. Concertul în Do Major a fost atribuit lui Roman Hoffstetter și ambele lucrări s-au dovedit recent a fi compoziții ale lui Kraus și au fost înregistrate profesional de David Aaron Carpenter . (  ) Cele două concerte pentru violă, violoncel și orchestră ale lui Joseph Kraus se află pe un CD Ondine (ODE 1193-2), care are o lungime de 61 de minute. 

### Muzică de cameră
Muzica de cameră a lui Kraus include cvartete, sonate solo și sonate pentru vioară și pian. 